# Diezekanaal
Het Diezekanaal of Gekanaliseerde Dieze (ook: Kanaal Henriëttewaard-Engelen) is een kanaal in 's-Hertogenbosch ten noorden van Engelen.
Het Diezekanaal is gegraven (1897-1902) ten behoeve van de scheepvaart, als aftakking van de rivier de Dieze. Bij Engelen gaat de Dieze naar het noorden in de richting van het voormalige Fort Crèvecoeur. Het kanaal mondt na de Sluis van Engelen uit in de Maas.

## Nautisch
Het kanaal is geschikt voor vaartuigen CEMT-klasse IV. De grootste toegestane scheepsafmetingen op het kanaal zijn: lengte 90 m, breedte 12 m en diepgang 2,7 meter.